# انیمون
انیمون (به فرانسوی: Innimond) یک کمون در فرانسه است که در Canton of Lhuis واقع شده‌است.

## خصوصیات
انیمون ۱۳٫۴۴ کیلومترمربع مساحت و ۱۱۱ نفر جمعیت دارد و ۹۰۰ متر بالاتر از سطح دریا واقع شده‌است.